# Lepidurus packardi
Lepidurus packardi – zagrożony gatunek przekopnicy występujący na zachodzie Stanów Zjednoczonych.

## Występowanie
Występuje na zachodnim wybrzeżu Stanów Zjednoczonych. Gatunek jest zagrożony wyginięciem przez utratę naturalnych siedlisk.

## Wygląd
Przekopnice te posiadają spłaszczony tułów okryty owalnym karapaksem oraz ogon z widełkami wychodzący z tyłu ciała. Karapaks może różnić się kolorem w zależności od siedliska, lecz zazwyczaj jest zielony. Dorastać mogą nawet do 86 mm. Posiadają do 35 par odnóży znajdujących się u spodu tułowia.

## Tryb życia
Żywią się detrytusem, zooplanktonem, fitoplanktonem i mniejszymi bezkręgowcami. Zamieszkują okresowo wysychające zbiorniki wodne. Samice sprawują opiekę nad wyklutymi młodymi. Często padają ofiarą ptactwa wodnego.

### Rozmnażanie
Rozmnażają się najczęściej poprzez partenogenezę. Występują formy obupłciowe. Podczas jednej pory deszczowej samice złożyć mogą tysiące cyst (tylko nieliczne z nich się wykluwają), które są w stanie pozostawać w diapauzie nawet 10 lat. Po wykluciu osiągają dojrzałość płciową w ciągu trzech tygodni.